# اسنوری یرتارسون
اسنوری یرتارسون (به ایسلندی: Snorri Hjartarson) (زاده ۲۲ آوریل ۱۹۰۶ - درگذشته ۲۷ دسامبر ۱۹۸۶ در ریکیاویک) از شاعران ایسلندی بود.
او هنگامی که در فرهنگستان هنر اسلو مشغول تحصیل در رشتهٔ نقاشی بود با نوشتن رمانی به زبان نروژی فعالیت ادبی خود را آغاز کرد. وی سپس به ایسلند بازگشت و در آنجا سال‌های پر رونق شاعری وی آغاز شد. یرتارسون چندین مجموعهٔ شعر انتشار داده است و یکی از محبوب‌ترین شاعران ایسلندی سدهٔ بیستم شناخته می‌شود. او متأثر از از ادبیات سنتی ایسلند است و شاعری امروزی و همزمان سنتی و نیز شاعری ملی و در عین حال جهانی است. اسنوری یرتارسون در سال ۱۹۸۱ میلادی، برندهٔ جایزه ادبی شورای نوردیک شد.